# Alice Trumbull Mason
Alice Trumbull Mason (* 16. November 1904 in Litchfield, Connecticut; † 1971 in New York City) war eine amerikanische Künstlerin und Schriftstellerin. Sie gilt als Pionierin der abstrakten Kunst in den Vereinigten Staaten und war Gründungsmitglied der American Abstract Artists Gruppe (AAA) in New York City.

## Leben
Alice Trumbull stammte aus einer wohlhabenden Familie und war eine Nachfahrin des Malers John Trumbull. Ihre Mutter hatte in Paris Kunst studiert, ihre Schwester war Schülerin von Fernand Léger und Hans Hofmann. 1921 und 1922 besuchte sie die British Academy in Rom, bevor sie 1924 nach New York ging, um bei Charles Hawthorne an der National Academy of Design zu studieren. Eine prägende Zeit erlebte sie von 1927 bis 1931 als Schülerin von Arshile Gorky an der Grand Central Art School. Dort kam sie mit den analytischen Prinzipien des Kubismus und den spirituellen Ideen Wassily Kandinskys in Berührung. Eine Reise nach Italien und Griechenland im Jahr 1928 verstärkte ihr Interesse an byzantinischen Mosaiken und archaischer griechischer Skulptur.  
1929 wandte sich Alice Trumbull Mason der abstrakten Kunst zu, die sie nicht in erster Linie als spirituelles Mittel verstand, sondern als Ausdruck der Eigenwertigkeit von Form und Material. In den 1930er und frühen 1940er Jahren ließ sie sich von Künstlern wie Joan Miró, Wassily Kandinsky und Arthur Dove inspirieren. Ihre Werke dieser Zeit zeigen eine expressive Formensprache, die von Naturphänomenen inspiriert ist. 1935 war Alice Trumbull Mason die einzige Künstlerin unter 400 Ausstellenden auf der Washington Square Art Show in New York, die abstrakte Arbeiten zeigte. Ein Jahr später half sie bei der Gründung der American Abstract Artists (AAA), einer Organisation zur Unterstützung abstrakter Kunst in einer Zeit, in der diese in den USA wenig populär war. Sie heiratete 1930 Warwood Mason, einen Handelsseemann. 1932 wurde Tochter Emily geboren, 1933 Sohn Jonathan.
Nach ihrer Heirat und der Geburt ihrer Kinder trat die Malerei vorübergehend in den Hintergrund und sie widmete sich der Poesie und der französischen symbolistischen Literatur. Dennoch war Alice Trumbull Mason Mitbegründerin der American Abstract Artists (AAA) und nahm an deren erster Ausstellung teil. Von 1939 bis in die 1960er Jahre bekleidete sie verschiedene Ämter, darunter Schatzmeisterin, Sekretärin und Präsidentin. Sie stand in engem Kontakt mit Künstlern wie Ilya Bolotovsky, Ibram Lassaw und Esphyr Slobodkina. Ihre erste Einzelausstellung wurde 1942 von Albert Gallatin im Museum of Living Art organisiert. In einem Artikel für das AAA-Jahrbuch 1938 vertrat Alice Trumbull Mason die Ansicht, dass das Medium selbst der zentrale Ausdrucksträger der abstrakten Kunst sei. Sie lehnte den Surrealismus wegen seiner narrativen Elemente ab und betonte stattdessen die Bedeutung der Autonomie der künstlerischen Mittel. Alice Trumbull Mason blieb bis zu ihren letzten Lebensjahren sehr aktiv, stellte häufig in Galerien aus und wichtige Institutionen wie das Whitney Museum und das Brooklyn Museum erwarben ihre Werke. Seit dem Tod ihres Sohnes hatte Mason jedoch mit Alkoholismus zu kämpfen und starb im Alter von 67 Jahren an den Komplikationen ihrer Sucht.
Zwei Jahre nach ihrem Tod veranstaltete das Whitney Museum of Art die erste Retrospektive ihres Werks, die auch auf Tournee ging. Die Washburn Gallery vertritt ihren Nachlass seit 1974 und ihr Werk ist in zahlreichen musealen und öffentlichen Sammlungen vertreten, darunter das Hirshhorn Museum, das Newark Museum, das Metropolitan Museum of Art, das Museum of Modern Art und das Rhode Island School of Design Museum.

## Werk
Alice Trumbull Mason malte ihre ersten abstrakten Werke in den späten 1920er Jahren. Ihre Arbeiten aus den 1930er und frühen 1940er Jahren zeigen eine Künstlerin, die noch dabei war, ihren persönlichen Stil zu finden. Sie übernahm gelegentlich Joan Mirós mäandernde Linien und Wassily Kandinskys amorphe Farbflächen. Mitte der 1940er Jahre orientierte sich Alice Trumbull Mason zunehmend an Piet Mondrian. Sie übernahm dessen strenge Geometrie und entwickelte ihre Theorie der „Vierfachen Balance“ sowie die „Displacement“-Technik. Nach dem plötzlichen Tod ihres Sohnes 1958 wurde ihr Werk introspektiver und reduzierter, ohne jedoch den abstrakten Ansatz aufzugeben. Alice Trumbull Mason blieb eine konsequente Vertreterin der ungegenständlichen Kunst und verfolgte zeitlebens das Ziel, die Ausdruckskraft der Malerei unabhängig von gegenständlichen Motiven zu erforschen.